# Jason Scheff
Jason Randolph Scheff (San Diego, 16 de abril de 1962) es un bajista, cantante y compositor estadounidense. De 1985 a 2016 fue el bajista y cantante de la banda de pop-rock Chicago.

## Biografía
Comenzó su carrera musical profesional en 1982 como miembro de la banda de rock con sede en Los Ángeles llamada Keane (que no debe confundirse con la banda inglesa del mismo nombre). A fines de la década de 1970 y principios de la década de 1980, tocó en una variedad de bandas con músicos que continuarían para formar la reconocida agrupación de glam metal Ratt. 
A mediados de 1985, Scheff, de 23 años, se unió a la banda multiplatino Chicago, luego de que Peter Cetera abandonara la agrupación para continuar su carrera en solitario. Scheff se destacó por su extraña semejanza vocal con Cetera. Se estrenó como vocalista principal en el sencillo de 1986 "25 o 6 a 4", una nueva versión de su éxito de 1970, y luego continuó con "Will You Still Love Me?". Unas semanas después de actuar con Chicago para su inducción al Salón de la Fama del Rock and Roll en abril de 2016, Jason Scheff se ausentó de la banda. El cantante / bajista Jeff Coffey lo reemplazó en la gira de verano. En octubre de ese año, Jason salió amigablemente de Chicago, con Coffey como su sucesor antes de ser reemplazado inicialmente por el cantante Neil Donell y el bajista Brett Simons a fines de 2018 (antes de que Simons también fuera reemplazado posteriormente por el bajista Eric Baines a mediados de mayo de 2022).